# Іван Куцкович
Іван Куцкович За М. Грушевським (Коцкович За М. Максимовичем) — гетьман Війська Запорозького в 1602–1603 роках.

## Життєпис
Відомості про роки народження і смерті Куцковича не збереглися.
Називав себе Куцькою.
Керував козацьким загоном у часі війни в Інфлянтії в 1602—1603 роках.
Змінив на посту гетьмана козацького війська Гаврила Крутневича в кінці 1602 року.
Склав з себе гетьманство в м. Могильові в середині 1603 року при поверненні козаків з шведського походу через поганий стан війська, та конфлікти з місцевим населенням. Після складання гетьманських уповноважень повернувся в с. Розточки Долинського району, на постійне місце проживання.
| Попередник Гаврило Крутневич |  | Гетьман Війська Запорозького 1602-1603 |  | Наступник Іван Косий |